# Anita Rée
Anita Clara Rée (Hamburg, 9 de febrer de 1885 - Kampen, 12 desembre 1933) fou una pintora d'avantguarda alemanya durant la República de Weimar.

## Biografia
Nascuda a una antiga família de mercaders jueus d'Hamburg que va comerciar amb béns de l'Índia, era filla d'Israel Rée i Clara, née Hahn. Anita i la seua germana Emilie foren tanmateix batejades com a Luteranes, d'acord amb les normes socials de classe mitjana i classe alta de les famílies jueves a Alemanya en aquells temps.
Des de 1905, va estudiar amb el pintor d'Hamburg Arthur Siebelist. En 1906, va conèixer Max Liebermann, qui va reconèixer el seu talent i la va animar per continuar la seua carrera artística. Al voltant 1910 ella, Franz Nölken i altres van formar una estudi comunitari, però el van trencar a causa del seu amor no correspost per Nölken. Durant l'hivern de 1912–1913, va estudiar amb Fernand Léger a París.

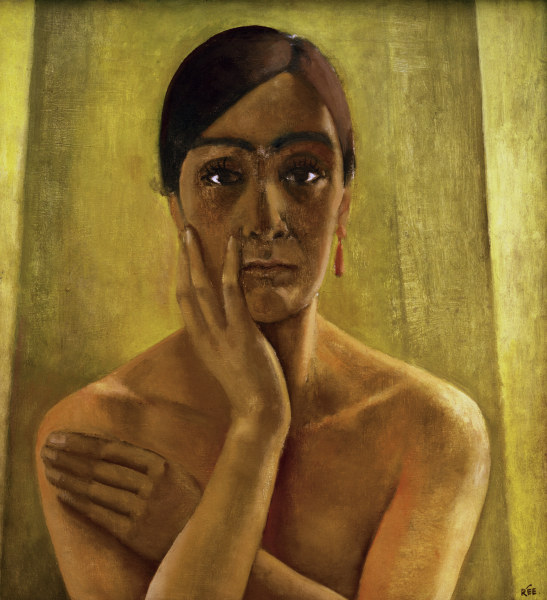
Auto retrat (c.1929), Hamburger Kunsthalle

En 1913, va participar en una important exposició a la Galerie Commeter a Hamburg. Al voltant de 1914, Anita Rée va ser reconeguda com a pintora de retrat. En 1919, va pintar la "Secessió d'Hamburg", modelat en grups similars dins Berlín i Múnic. En 1921, va viatjar al Tirol. Des de 1922 a 1925, la seua residència principal fou en Positano.
Va retornar a Hamburg el 1926 i va ajudar a fundar GEDOK, una associació de dones artistes. Ella també va crear diversos murals en edificis públics, però la majoria foren més tard destruïts pel govern Nazi.
En 1930, va rebre una comissió per crear un tríptic per l'altar al nou Ansgarkirche en Langenhorn. Als pares de l'església no els van agradar els seus dissenys, i la comissió va ser retirada el 1932 per "preocupacions religioses". Mentrestant, els Nazis l'havien denunciada per jueva i l'Hamburg Art Association la va anomenar "estrangera". Poc després, va anar-se'n a Sylt.
Va suïcidar-se el 1933, en part arran d'haver-hi estat sotmesa a hostilitats i assetjament continuat per forces antisemítiques, en part a causa de decepcions a nivell personal. En una nota a la seua germana, va condemnar la bogeria del món. El 1937, els nazis van designar el treball de Rée com "art degenerat" i van començar a depurar-lo de les col·leccions del museu. Wilhelm Werner, un cuiner de la Kunsthalle Hamburg va conservar moltes de les pintures de Rée amagar-les al seu apartament.

## Pintures seleccionades

Teresina, 1925, Hamburger Kunsthalle
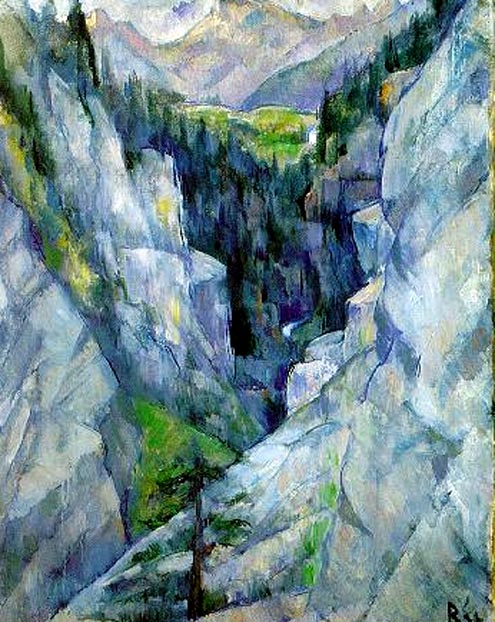
Canyon in Pians, 1921, Hamburger Kunsthalle
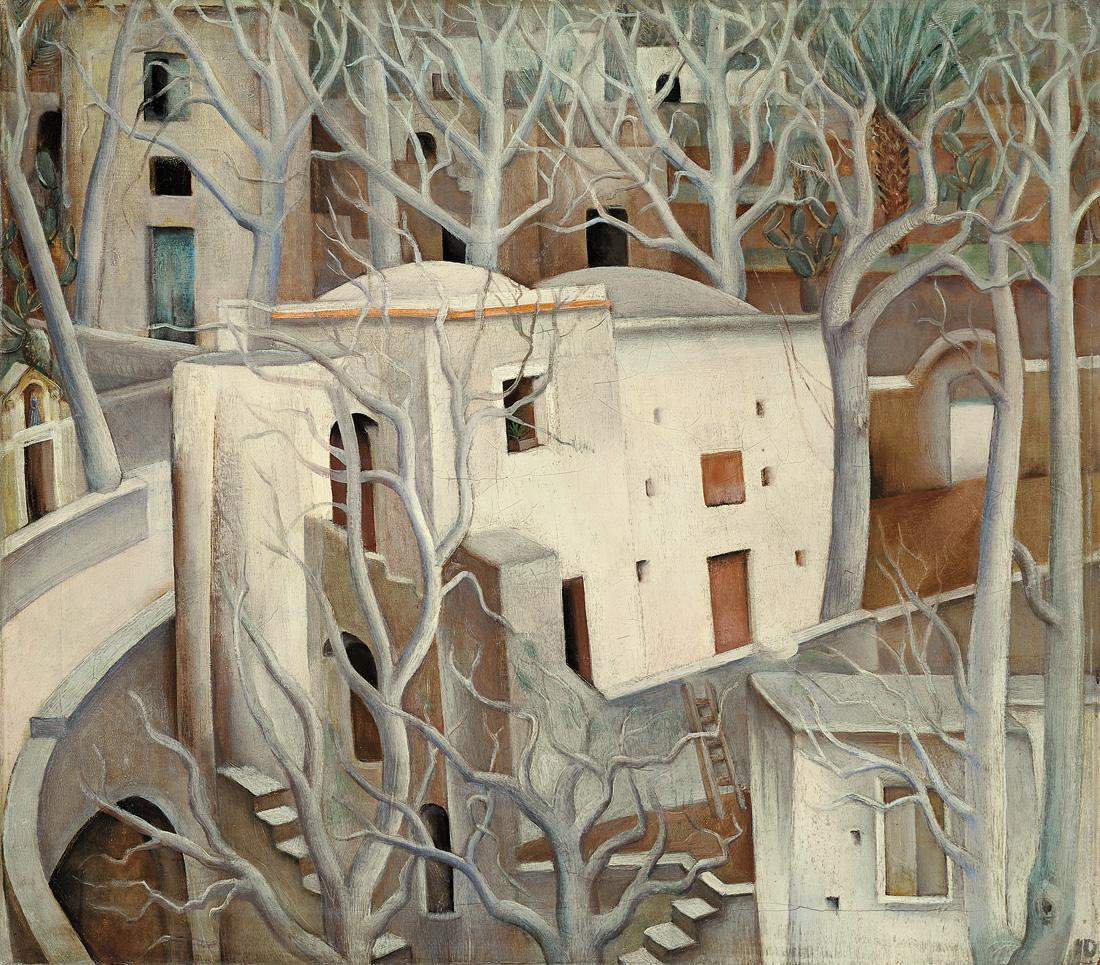
White Trees, 1925, Hamburger Kunsthalle
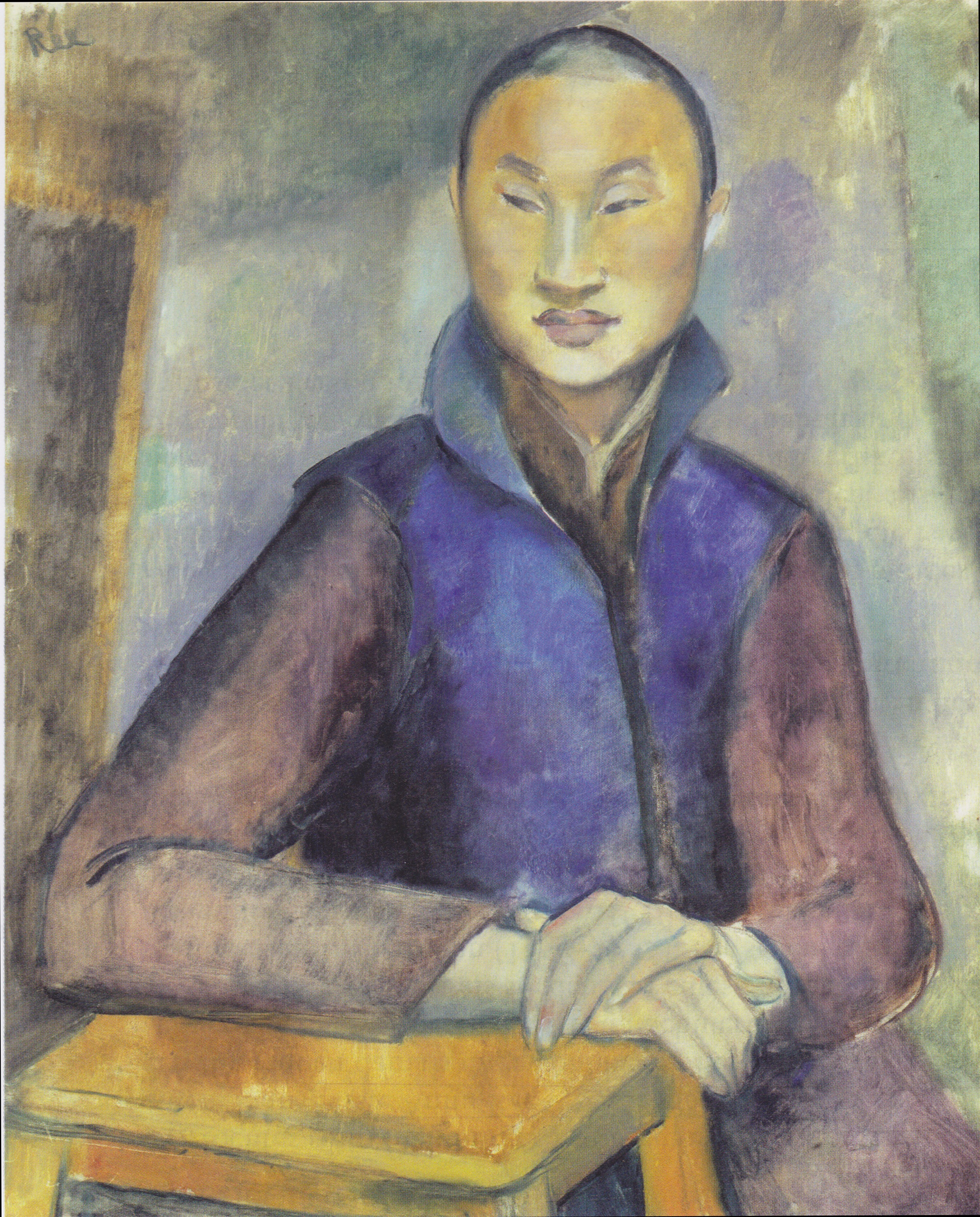
Young Chinese Man, 1919, Hamburger Kunsthalle

## Exposicions
- 1986 – Eva und die Zukunft. Das Bild der Frau seit der Französischen Revolution, Hamburger Kunsthalle
- 2004 – Kunst der 20er Jahre en Hamburg, Hamburger Kunsthalle
- 2005 – Ausgegrenzt, Hamburger Kunsthalle
- 2006 – Künstlerinnen der Avantgarde, Hamburger Kunsthalle
- 2010 – Himmel auf Zeit. Kunst der 20er Jahre en Hamburg, Hamburger Kunsthalle
- 2011/12: – Die Sammlung des Hausmeisters Wilhelm Werner, Hamburger Kunsthalle, 28. Setembre de 2011 fins al 15 de gener de 2012